# Domingo Fernández Navarrete
Domingo Fernández Navarrete (o Domingo Navarrete com se'l menciona moltes vegades en textos anglosaxons) fou un religiós dominicà i un important sinòleg espanyol del segle xviii.
Va néixer a Peñafiel (o Castrogèriz segons altres fonts), en la que actualment és la Comunitat Autònoma de Castella i Lleó. Fou ordenat sacerdot el 1630. Va ser catedràtic a la Universitat de Santo Tomàs de Manila.A les Filipines, on va arribar via Mèxic, hauria après el xinès gràcies als "sangleyes" (emigrants xinesos). El mot sangley prové del xinès "shangren" (comerciant o home de negocis). Va arribar a la Xina, com a missioner, el 1659. Va viure a Fujian i Zhejian. Al país asiàtic va romandre fins al 1664 quan la situació s'havia complicat fins al punt de ser i interrogat juntament amb altres missioners per les autoritats Qing. Després de diverses peripècies va arribar un dur viatge va arribar a Europa el 1672, arribant a Lisboa vestit com un xinès. Malgrat el tracte rebut sempre va mostrar una simpatia envers Xina. En el denominat “Controvèrsia dels ritus", que va enfrontar jesuïtes amb dominicans i franciscans va tenir un paper destacat, defensant l'acceptació de certs ritus autòctons a fi de facilitar la conversió dels xinesos. Va escriure dos importants volums (“Tratados” i “Controversia”) on donava a conèixer els seus punts de vista sobre Xina. A instàncies dels jesuïtes, la Inquisició va examinar els “Tratados" però va poder publicar-los amb omissions. Fou un dels dos grans traductors del xinès al castellà. A part d'establir paral·lelismes entre el pensament xinès i l'europeu, va traduir obres de filòsofs xinesos. Locke, Voltaire i Quesnay es van interessar pels seus escrits.